# Вищекропивнянська сільська рада
| Вищекропивнянська сільська рада — колишній орган місцевого самоврядування у Немирівському районі Вінницької області з адміністративним центром у с. Вища Кропивна. Сільській раді були підпорядковані населені пункти: - с. Вища Кропивна - с. Гута |

## Склад ради
Рада складалася з 12 депутатів та голови.

## Керівний склад сільської ради
| ПІБ                          | Основні відомості                                                         | Дата обрання | Дата звільнення |
| ---------------------------- | ------------------------------------------------------------------------- | ------------ | --------------- |
| Білошицький Петро Васильович | Сільський голова, 1965 року народження, освіта, безпартійний              | 26.03.2006   | 31.10.2010      |
| Мельник Володимир Михайлович | Сільський голова, 1975 року народження, освіта вища, член Партії регіонів | 31.10.2010   |                 |

Примітка: таблиця складена за даними джерела